# Чибук
Чибук (фр. chibouque, тур. çıbuk, çubuk, „штап“, романизовано и čopoq, ciunoux или tchibouque) је релативно дугачка шупља цев (прутић) за лулу за дуван, често у комплету са глиненом посудом украшеном драгоценим камењем. Пара из чибука је најчешће у рангу 1,2 до 1,5 метара, прилично више чак и од западних черчворден лула. Иако су првенствено познате као турске луле, чибуци су популарни такође и у Ирану.
Као и кинеске опијумске луле, чибуци спадају у антиквитете справе за пушење, и ретко су произведене, ако уопште, у данашња времена. Њихова употреба у Турској и Средњем истоку је замрла с порастом популарности наргила и цигарета. Стари чибуци и чиније за чибуке и даље могу бити купљени као антиквитети.
Сличне луле некада су коришћене у северној Африци за пушење хашиша. Неки специјализовани чибуци направљени су да послуже као дугачке луле за држање цигарета. Поједини имају одвојиве делове за уста.
Зна се да је Енвер-паша пушио чибук, као и Џарџис ел Џовхари (Моалем Гургус Кофт), коптски египатски вођа изабран да буде општи надзорник целог Египта од Наполеона 1798.
У старом Београду пушиле су се луле и чибуци.